# ふわりかすみ
ふわり かすみ（9月6日生まれ）は、日本のアイドル、歌手。アイドルユニット・BSJプロジェクト所属。静岡県浜松市出身。BSJ内での現在の所属ユニットは応援☆少女、応援☆少女おかわり。

## 略歴
2016年5月7日、BSJプロジェクトに加入。当時の名前は「不和梨 かすみ」（読みは「ふわり かすみ」で同じ）だった。同年8月20日、BSJプロジェクトの正規メンバーに昇格、BSJ☆チーム☆ハピスマ所属となる。
2017年3月12日、BSJのトップユニット「応援☆少女」のメンバーとしてデビューし、ハピスマと兼任となる。
2020年2月16日、代表曲・マジックパウダーのリテイク版を作るために行われた総選挙において1位となり、センターの座を獲得する。
2021年7月4日、初のソロCD、「ふわりハロプロ入りたい」をリリースする。同年7月18日には、アイドルソロクイーンコンテストで7位に入賞する。
2022年4月、応援☆少女の派生ユニット、応援☆少女おかわりを応援☆少女の初代メンバーである松阪アリサ(現・小久保アリサ)と共に結成。
2023年10月、Tikitokのフォロワーが10万人を突破する。そのご褒美として新曲リリースが決まる。その新曲は2024年6月2日にリリースされ、同日に専用劇場BSJシアターVANQUISHにて、新曲「走れ！走れ！マイラブ♡」のリリースイベントが行われる。

## 人物
- 「ふわり」が平仮名になった経緯は漢字表記の「不和梨」が嫌で、ある時こっそり平仮名表記にしたら、誰も気づかずそのまま平仮名表記が定着した。
- 自他ともに認めるハロプロのファンであり、BSJライブの際にハロプロ楽曲を披露することもある、BSJ内でハロプロオマージュユニット「ポッチャモニ」を作っているほか、ハロプロのライブのために東京に行くほどである。
- 公式ページによれば、体重は「マシュマロ100個分」と記載されている[1]。

## ディスコグラフィー

### CD
|     | 発売日       | タイトル                 | 収録内容                                                                                              | 備考 |
| --- | ------------ | ------------------------ | --- | --- |
| 1st | 2021年7月4日 | ふわり！ハロプロ入りたい | 1. ふわり！ハロプロ入りたい 2. A.NO.NE 3. ふわり！ハロプロ入りたい（カラオケ） 4. A.NO.NE（カラオケ） | ふわり！ハロプロ入りたいは、BSJの元メンバー街乃あかりのソロ曲であった「ファーストキスはイチゴ味」のメロディが使われており、歌詞を変更している。 |
| 2nd | 2024年6月2日 | 走れ！走れ！マイラブ♡    | 1. 走れ！走れ！マイラブ♡ 2. 走れ！走れ！マイラブ♡（カラオケ）                                         | 作詞はふわりかすみ、作曲は中島卓偉。 |

### 未音源化楽曲
| タイトル             | 特記事項                                                         |
| -------------------- | ---------------------------------------------------------------- |
| ロマンスは終わらない |                                                                  |
| 誘惑シンデレラ       | 元はBSJ内のユニットであった｢わたしはあなたのおひめさま♡｣の楽曲。 |

※ソロ以外の楽曲はBSJプロジェクトのディスコグラフィーを参照。

## 出演
※BSJプロジェクトとして出演したものについては、BSJプロジェクト#メディアを参照。

### テレビ
- 加藤タクヤは感動したい!（2020年7月10日‐三重テレビ放送 毎月第二金曜23:20-23:50[5]）※前身番組の「ダレヤネン!」時代から出演。

### CM
- 花井養鶏場[6][7]

### その他
- アイドルソロクイーンコンテスト本戦出場5回（2018年、2020年、2021年、2022年、2024年[8][9][4][10][11]）